# Fabio Fabene
Fabio Fabene (n. Roma, Italia, 12 de marzo de 1959) es un obispo católico, teólogo, canonista y profesor italiano. Ordenado en mayo de 1984. Es Doctor en Derecho Canónico. Actualmente es Obispo titular de la Aquipendium y Secretario de la Congregación para las Causas de los Santos. También es asistente del Centro de la Mujer de Italia "CIF - Centro Italiano Femminile".

## Biografía
Nacido en la ciudad de Roma, el día 12 de marzo de 1959.
Cuando era muy joven, ya descubrió su vocación religiosa.
Después de asistir al Seminario Menor de la Diócesis de Montefiascone, completó sus estudios de Teología en el Pontificio Seminario Regional de Viterbo.
Finalmente el 26 de mayo de 1984 fue ordenado sacerdote, para la Diócesis de Viterbo, en la Catedral Diocesana y por el entonces obispo Mons. Luigi Boccadoro.
Al día siguiente de su ordenación, concelebró su primera misa con el Papa Juan Pablo II en una visita que realizó a la ciudad.
Después pasó a la Pontificia Universidad Lateranense, donde obtuvo un Doctorado en Derecho Canónico.
Al terminar su doctorado, inició su ministerio pastoral como pastor de la Parroquia de Santa María del Giglio en Montefiascone, también ostentó el cargo de Canciller del obispo y luego fue profesor de Derecho Canónico en el Instituto Teológico San Pedro de Viterbo.
Desde 1996 fue Juez externos del Tribunal de Primera Instancia de Nulidad matrimonial de la Región de Lacio, en el Tribunal Ordinario de la Diócesis de Roma. 
El 1 de enero de 1998 entró al Servicio de la Santa Sede como miembro de la Congregación para los Obispos y al mismo tiempo fue sustituto en la Secretaría del Colegio Cardenalicio. El 7 de diciembre de 2001, el papa Juan Pablo II, le otorgó el título honorífico de Capellán de Su Santidad.
Luego el 24 de abril de 2010 se convirtió en Jefe de la oficina de dicha congregación.
El 11 de enero de 2012, el papa Benedicto XVI, le otorgó el título de Prelado de Honor de Su Santidad.
Desde el 8 de febrero de 2014, al ser nombrado por el papa Francisco, es Subsecretario del Sínodo de los obispos.
Francisco también le ha nombrado el 8 de abril de ese mismo año, como nuevo Obispo titular de la Sede titular de Aquipendium.
Al ser nombrado obispo, además de elegir su escudo, tiene como lema la frase: "In communione gaudium" (en latín).
Recibió la consagración episcopal el 30 de mayo, en la Basílica de San Pedro de la Ciudad del Vaticano, a manos del sumo pontífice y de sus co-consagrantes, los cardenales italianos Giovanni Battista Re y Lorenzo Baldisseri.
Cabe destacar que es postulador de la causa de beatificación y canonización del cardenal Marcantonio Barbarigo y también es asistente del Centro de la Mujer de Italia "CIF - Centro Italiano Femminile".
El 28 de febrero de 2017 fue transferido a la sede titular de Montefiascone.
El 5 de marzo de 2019 fue confirmado como subsecretario del Sínodo de los Obispos  ad aliud quinquennium.
El 18 de enero de 2021 fue nombrado Secretario de la Congregación para las Causas de los Santos, a la vez que se le concedió la dignidad de arzobispo.

## Condecoraciones
| Distinción                      | Período                | Lugar               | Otorgado por  |
| ------------------------------- | ---------------------- | ------------------- | ------------- |
| Capellán de Su Santidad         | 7 de diciembre de 2001 | Ciudad del Vaticano | Juan Pablo II |
| Prelado de honor de Su Santidad | 11 de enero de 2012    | Ciudad del Vaticano | Benedicto XVI |